# Högskolan för lärande och kommunikation i Jönköping
Högskolan för lärande och kommunikation i Jönköping, HLK, är en av fyra fackhögskolor vid Högskolan i Jönköping. Vid Högskolan för lärande och kommunikation erbjuds utbildningsprogram, fristående kurser och forskarutbildning inom områdena lärande, kommunikation, personalvetenskap och globala studier. Man betonar kontakten med arbetslivet och ett internationellt perspektiv med möjlighet för studenterna att studera eller praktisera utomlands. Verksamhetsförlagd utbildning (praktik) ingår i samtliga utbildningsprogram.

## Utbildningar
- Lärarprogram[1] – från förskola till gymnasium
- Medie- och kommunikationsvetenskapligt program (MKV[2] – fyra inriktningar
- Internationellt arbete - inriktning globala studier[3]
- Human Resources[4][5]
- Fristående kurser inom bland annat utbildningsvetenskap
- Magisterprogram

## Historik
Högskolan i Jönköping har funnits som stiftelse sedan 1994, men det har funnits högskoleutbildningar långt tidigare i Jönköping. År 1947 startade  Jönköpings folkskollärarseminarium och 1963 kom Förskoleseminariet i Jönköping igång. Fem år senare bildades Lärarhögskolan i Jönköping av folkskoleseminariet, som flyttade till Västra torget. 
Nästa stora förändring inträffade 1977, då högskolereformen medförde att Lärarhögskolan gick upp i Högskolan i Jönköping, som inrättats som statlig högskola. Samtidigt startade informatörslinjen, som senare blev MKV-programmet[förklaring behövs]. År 1994 bildades Stiftelsen Högskolan i Jönköping. År 1997 senare invigdes den första etappen av det nya högskoleområdet vid Munksjön, men HLK[förklaring behövs] fanns kvar i de trångbodda lokalerna vid Västra torget. Undantaget var MKV-utbildningen, som flyttade in på Internationella Handelshögskolan under tiden som den nya HLK-byggnaden färdigställdes. År 2000 stod HLK:s nya byggnad klar, och i och med detta var alla fyra fackhögskolorna inom Högskolan i Jönköping samlade på ett enda campus.